# Edmundo Paz Soldán

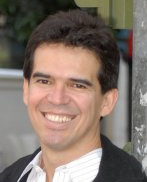
Edmundo Paz Soldán

Edmundo Paz Soldán (* 1967 in Cochabamba) ist ein bolivianischer Erzähler. Er studierte Politikwissenschaften, promovierte in hispanischer Literatur- und Sprachwissenschaft an der Universität Berkeley und ist heute (2021) Dozent an der Universität Cornell. Für seine Erzählungen und Novellen, in denen er sowohl die Probleme Heranwachsender (Rio Fugitivo) wie die der technisierten Welt (Sueños digitales) bis hin zur Künstlichen Intelligenz aufgreift, wurde er mit nationalen und internationalen Preisen ausgezeichnet. Er gilt als Vertreter der lateinamerikanischen Bewegung McOndo (eine Verstümmelungsform von Macondismo und McDonald’s), die dem Magischen Realismus kritisch gegenübersteht.

## Werke (Auswahl)
- „Las máscaras de la nada“ (1990)
- „Días de papel“ (1992) erhielt den Premio Nacional de Novela „Erich Guttentag“
- „Desapariciones“ (1994)
- „Alrededor de la torre“ (1997)
- „Dochera y otros cuentos“ (1998)
- „Río fugitivo“ (1998)
- „Amores imperfectos“ (1998)
- „Simulacros“ (1999)
- „Sueños digitales“ (2000)
- „La materia del deseo“ (2001)
- „El delirio de Turing“ (2003) (Science-Fiction)
- „Palacio quemado“ (2006)
- „Los vivos y los muertos“ (2009)
- „La vía del futuro“ (2021)